# Palaemnema paulina
Palaemnema paulina là loài chuồn chuồn trong họ Platystictidae. Loài này được Drury mô tả khoa học đầu tiên năm 1773.